# Institut national de criminalistique et de criminologie (Algérie)
Pour les articles homonymes, voir Institut national de criminalistique et de criminologie.
L'institut national de criminalistique et de criminologie, créé en 2004, est un établissement scientifique algérien qui dépend de la Gendarmerie nationale. Il est situé à Bouchaoui près d'Alger.

## Historique
L'Institut national de criminalistique et de criminologie (INCC), situé à Bouchaoui près d'Alger, est créé en 2004. L'INCC a pour mission d'assurer une assistance scientifique aux investigations complexes, participer aux études et analyses relatives à la prévention et à la réduction de toute forme de criminalité. Il est aussi chargé aussi de participer en qualité d'organisme prestataire d'examens et d'expertises dans le domaine de la criminologie, à la définition d'une meilleure politique de lutte contre la criminalité.
Entre 2008 et 2017, l'INCC a effectué 67 891 expertises scientifiques nonobstant les analyses des pièces récupérées lors de crashs d’avions ou d’attentats terroristes. C'est ainsi que l'INCC a travaillé sur la catastrophe du vol Air Algérie 5017 en 2014. 
Depuis 2024, l'INCC est accrédité par l'organisation pour l'interdiction des armes chimiques (OIAC). Pour la directrice générale adjointe de l'OIAC, Odette Melono, le jumelage entre le laboratoire allemand WIS et l'INCC a permis cette réussite.

## Membres notables de l'INCC
En 2012, Sid Ahmed Bourommana est colonel et directeur de la criminalistique au sein de l’Institut national de criminalistique et de criminologie de la Gendarmerie nationale. Il prend la direction de l'INCC de 2014 à 2021. Il est commandant de la Gendarmerie nationale depuis avril 2025.

## Visites de personnalités
Le ministre de l’Intérieur et des collectivités locales, Tayeb Belaiz, visite l'INCC en 2014, en présence d'Ahmed Boustila commandant de la Gendarmerie et d'Abdelkader Zoukh du wali d’Alger. Le ministre considère que l'INCC « fait figure de pionnier dans le monde et s’érige en école tant en Afrique que dans les pays arabes ».
En 2018, le commandant de la Gendarmerie nationale, Menad Nouba présente l'INCC au ministre de l'Intérieur tunisien Lotfi Brahem. Ce dernier déclare qu'il s'agit d'« une fierté pour les pays arabes » au regard des technologies mise en œuvre au sein de l'institut.